# Kleptochthonius similis
Kleptochthonius similis är en spindeldjursart som beskrevs av William B. Muchmore 1976. Kleptochthonius similis ingår i släktet Kleptochthonius och familjen käkklokrypare. Inga underarter finns listade i Catalogue of Life.